# پان‌اروپا ارمنستان
پان‌اروپا ارمنستان (اختصاری PEA) که با نام مرکز هم‌گرایی پان‌اروپا ارمنستان (به ارمنی:ՀամաԵվրոպա Հայաստան Ինտեգրման Կենտրոն) نیز شناخته می‌شود، یک سازمان غیردولتی ارمنستانی است که به دنبال پیشبرد هم‌گرایی اروپایی ارمنستان، حمایت از درخواست ارمنستان برای پیوستن به اتحادیه اروپا و ترویج روابط نزدیک‌تر بین ارمنستان و غرب است. دفتر مرکزی این سازمان در ایروان قرار دارد.

## تاریخچه
پان‌اروپا ارمنستان در ۱۴ سپتامبر ۲۰۲۳ تأسیس شد. تیگران خزمالیان، که به عنوان رئیس حزب اروپایی ارمنستان فعالیت می‌کند، رئیس فعلی هیئت امنای پان‌اروپا ارمنستان است. در ۱۴ سپتامبر ۲۰۲۳، رینهارد کلوسک، دبیرکل پان‌اروپا اتریش و والبورگا هابسبورگ داگلاس، نایب‌رئیس اتحادیه پان‌اروپایی با اعضای حزب اروپایی ارمنستان و هیئت اتحادیه اروپا در ارمنستان در ایروان دیدار کردند. در این دیدار مسائل ژئوپلیتیکی پیش روی ارمنستان و جایگزین‌های وابستگی به روسیه مورد بحث قرار گرفت. در ۱۷ سپتامبر ۲۰۲۳، والبورگا هابسبورگ داگلاس و رینهارد کلوسک در تلویزیون ملی ارمنستان دربارهٔ تأسیس پان‌اروپا ارمنستان و تعهد آن برای پیوستن ارمنستان به اتحادیه اروپا سخنرانی کردند.

## فعالیت‌ها
پان‌اروپا ارمنستان از پیوستن ارمنستان به اتحادیه اروپا حمایت می‌کند. تیگران خزمالیان اعلام کرده است که ارمنستان باید تا سال ۲۰۳۰ به این هدف دست یابد.
در ۱۸ ژوئیه ۲۰۲۳، اعضای پان‌اروپا ارمنستان در کنفرانسی در شورای اتحادیه‌های کارگری ارمنستان در ایروان شرکت کردند. در این کنفرانس، چشم‌اندازهای ادغام ارمنستان در اتحادیه اروپا و آینده مشارکت شرقی مورد بحث قرار گرفت. تیگران خزمالیان، مؤسسه امور بین‌الملل و امنیتی ارمنستان، انجمن اروپا در قانون و معاون وزیر امور خارجه، پرویر هوهانیسیان در این رویداد شرکت کردند.
در ۲۳ اکتبر ۲۰۲۳، پان‌اروپا ارمنستان میزبان گیورگی اوگولاو، شهردار پیشین تفلیس بود. در این جلسه، ادغام اروپایی ارمنستان و گرجستان مورد بحث قرار گرفت.
در ۳۰ اکتبر ۲۰۲۳، پان‌اروپا ارمنستان و اتحادیه پان‌اروپایی خواستار محکومیت آذربایجان به دلیل ارتکاب جنایات جنگی پس از تهاجم آذربایجان به قره‌باغ ۲۰۲۳، شناسایی هویت پان‌اروپایی ارمنستان و ادغام ارمنستان، گرجستان، مولداوی و اوکراین در یک جامعه اروپایی از ارزش‌ها شدند.
در ۹ نوامبر ۲۰۲۳، تیگران خزمالیان در کنفرانس استراتژیک آینده ارمنستان، ارمنستان-اروپا که توسط مجمع جامعه مدنی مشارکت شرقی و به همت اتحادیه ارمنی‌ها اروپا در بروکسل برگزار شد، شرکت کرد. شرکت‌کنندگان خواستار تقویت بیشتر ادغام اروپایی ارمنستان، تقویت نقش ارمنستان در مشارکت شرقی، اجرای کامل توافق‌نامه شراکت جامع و تقویت‌شده ارمنستان–اتحادیه اروپا، ادغام سیاسی و اقتصادی بیشتر با اتحادیه اروپا و امکان عضویت آینده در اتحادیه اروپا شدند. پس از این رویداد، یک اعلامیه مشترک با پیشنهادها به دولت ارمنستان و کمیسیون اروپا ارسال شد.
در ۱۸ نوامبر ۲۰۲۳، عضو هیئت‌مدیره پان‌اروپا ارمنستان، کریستین وسکرچیان، در یک نشست سازمان ملل در دانشگاه تورو در شهر نیویورک خواستار حفظ کلیساها و سایر میراث فرهنگی در آرتساخ شد.
در ۱۴ مارس ۲۰۲۴، پان‌اروپا ارمنستان بیانیه‌ای منتشر کرد که از تصویب قطعنامه پارلمان اروپا حمایت کرد که تأکید داشت ارمنستان شرایط پیمان ماستریخت ماده ۴۹ را برآورده می‌کند و می‌تواند برای عضویت در اتحادیه اروپا درخواست دهد. پان‌اروپا ارمنستان همچنین از دولت ارمنستان خواست تا هر چه زودتر درخواست عضویت اتحادیه اروپا را به کمیسیون اروپا ارسال کند.
در ۱۵ مه ۲۰۲۴، پان‌اروپا ارمنستان حمایت خود را از پیوستن به پلتفرم واحد نیروهای دموکراتیک اعلام کرد.